# César Chesneau Dumarsais
Pour les articles homonymes, voir Chesneau et Marsais (homonymie).
 (juillet 2018).
César Chesneau, dit Monsieur Dumarsais ou Du Marsais, né à Marseille le 17 juillet 1676 et mort à Paris le 11 juin 1756, est un grammairien et philosophe français.

## Biographie

### Jeunesse
César Chesneau Dumarsaisperd son père en bas âge. Une mère peu aimante, dilapide leur fortune, disperse et vend sans aucun profit une bibliothèque léguée par deux parents. Dumarsais essaya de sauver le maximum de livres en les dérobant dès qu'il le peut. 
Il entra chez les Oratoriens de sa ville natale, et y étudia avec succès. Il s’affilia à leur congrégation, mais découragé par le peu de liberté qu’on lui laissait, il en sortit pour aller, vers l’âge de vingt-et-un ans, étudier le droit à Paris.
Il s’y marie, et est reçu avocat au Parlement, le 10 janvier 1704.

### Précepteur et auteur
Des embarras de fortune et de ménage le forcent à quitter le barreau, pour entrer en qualité de précepteur chez le président de Maisons. 
Dumarsais y commence la rédaction de son ouvrage sur les libertés de l’Église gallicane, qui ne paraît qu’à titre posthume. Le président de Maisons étant décédé, Dumarsais est admis, en qualité de gouverneur, chez le financier Law. La fortune de celui-ci dure peu, laissant le philosophe dans le dénuement. Le marquis de Beaufremont lui ouvre sa maison et il se livre là, plus tranquillement à l’étude: il y rédige ses Principes de Grammaire, et son Traité des Tropes, son ouvrage le plus célèbre. 
En quittant le marquis de Beaufremont, Dumarsais se voit forcé pour vivre, d’ouvrir un pensionnat dans le faubourg Saint-Victor. Il y trouve à peine les moyens de subsistance. Il se charge de quelques éducations particulières, mais son âge avancé ne lui permet pas de les conserver longtemps.
C'est alors qu’il travaille sur l’Encyclopédie. Cependant, cette activité (151 articles, signés «F», parus dans les sept premiers volumes terminés avant sa mort) ne peut lui assurer une modeste aisance. Cette tâche encyclopédique sera reprise à son décès par le grammairien Nicolas Beauzée (Verdun 1717-Paris 1789). 
Le 11 juin 1756, César Chesneau Dumarsais meurt infirme et dans la misère, âgé de 79 ans.

## Caractère
Dumarsais est représenté comme un esprit net et juste, d’un caractère doux et tranquille. Avec sa faible connaissance des hommes, sa naïveté et sa facilité à dire ce qu’il pense, César Chesneau Dumarsais est surnommé par d’Alembert: « La Fontaine des philosophes ».
Ses contemporains ont fait l’éloge de sa probité, de sa douceur et de sa simplicité. Il est considéré que ses ouvrages démontrent une rare pénétration d’esprit et une érudition étendue.

## Œuvres
Ses principaux ouvrages sont :
- Traité des Tropes, 1730, son œuvre principale, qui est devenue un classique. Dans ce célèbre traité de rhétorique, l’auteur expose d’abord ce qui constitue le style figuré, et montre combien ce style est ordinaire, et dans les écrits et dans la conversation; il détaille l’usage des tropes dans le discours, en appuyant ses observations d’exemples heureusement choisis. « Tout mérite d’être lu dans le Traité des Tropes, dit d’Alembert, jusqu’à l’errata ; il contient des réflexions sur notre orthographe, sur ses bizarreries, ses inconséquences et ses variations. On voit dans ces réflexions un écrivain judicieux, également éloigné de respecter superstitieusement l’usage et de heurter en tout pour une réforme impraticable. » Cet ouvrage est loin d’obtenir le succès qu’il méritait: le titre même contribue à l’indifférence du public, et Dumarsais a raconté lui-même que quelqu’un voulant un jour lui faire un compliment, lui dit qu’il venait d’entendre dire beaucoup de bien de son Traité des Tropes, prenant les tropes pour… un nom de peuple.
- Méthode raisonnée pour apprendre la langue latine, 1722 ; il y présente d’abord les mots dans l’ordre de la construction française avec une version interlinéaire
- Exposition de la doctrine de L'Eglise gallicane par rapport aux prétentions de la Cour de Rome, 1757
- Logique et Principes de grammaire, 1769, où il traite la grammaire en philosophe
- une petite Logique classique, fort superficielle

Il a fourni à l'Encyclopédie de Diderot plus de cent cinquante articles sur la grammaire (volume I-VII) ainsi que l’article «philosophe» en 1765 (volume XII de l'Encyclopédie). 
À côté de ses textes philologiques, il est également l’auteur d’œuvres de philosophie éditées clandestinement, tels que:
- Le Philosophe, 1730
- Nouvelles Libertés de penser, 1743
- Examen de la religion chrétienne, 1745

On lui attribue quelques écrits antireligieux qui ne paraissent pas lui appartenir au vu de sa pondération dans la lutte philosophique, tel le sulfureux Essai sur les préjugés (Londres, 1770) qui semble plutôt être l'oeuvre du baron  d'Holbach.  
Il a proposé des réformes dans l’orthographe qui n’ont pas été accueillies. Ses Œuvres sont publiées en 1797, en 7 volumes. 
Son Éloge est écrit par d’Alembert (dans l'Encyclopédie, vol. V), et par A. de Gérando (1805). D’Alembert y indique qu’il avait « vécu pauvre et ignoré au sein d’une patrie qu’il avait instruite ».